# Zeekr

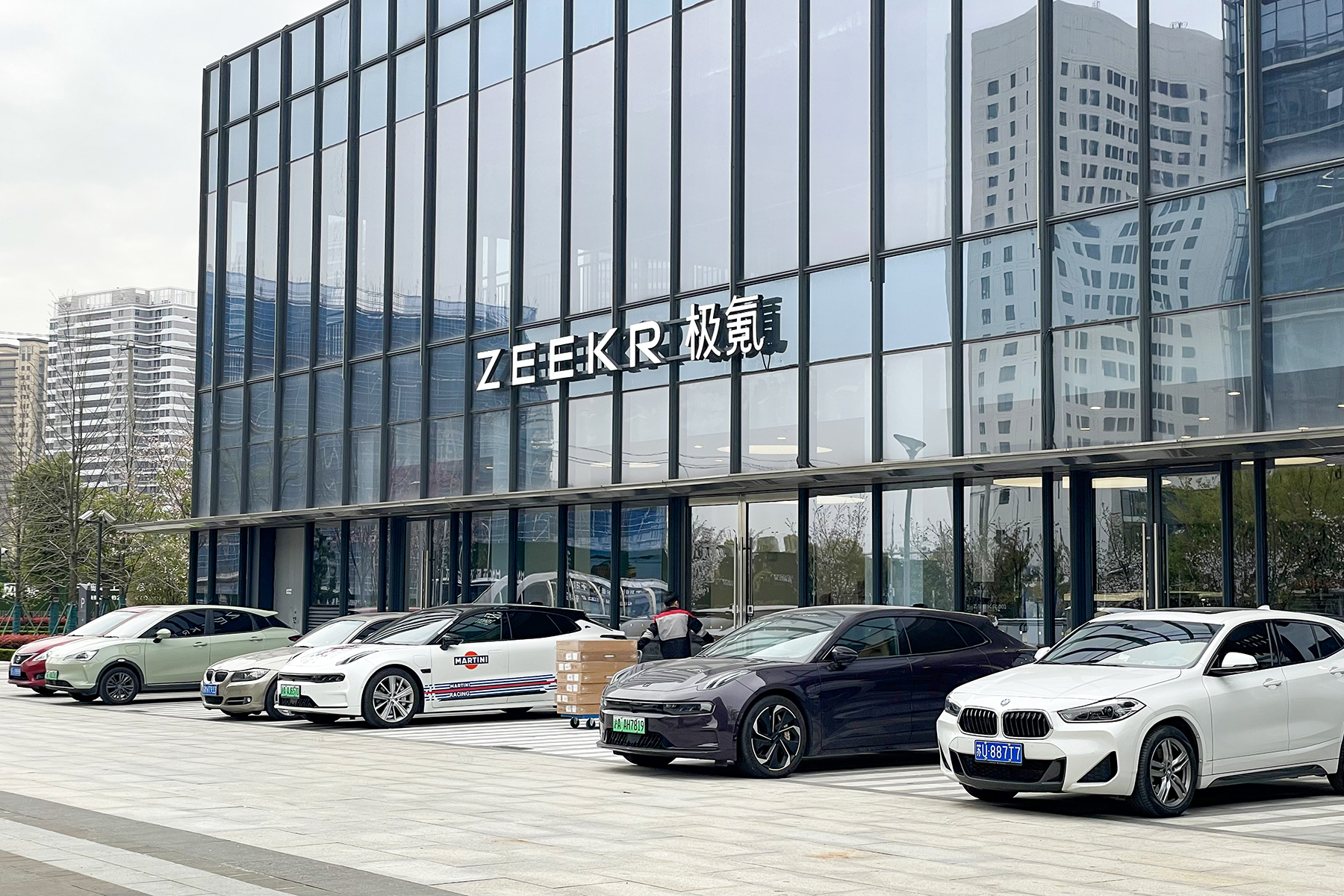
Автосалон

Zeekr — премиальное подразделение китайской компании Zhejiang Geely Holding Group, а также одноимённая серия электромобилей и подзаряжаемых гибридов данной торговой марки. Базируется на выпуске аккумуляторных электромобилей и гибридных автомобилей (с 2025 года). Все автомобили компании базируются на платформе SEA.
Первой моделью компании стал Zeekr 001, выпущенный в апреле 2021 года.

## История
Компания Zeekr была основана в марте 2021 года, как премиальное подразделение Geely Automobile, которое специализируется на выпуске аккумуляторных электромобилей. Ближайшими конкурентами компании являются Nio и Tesla. В апреле 2021 года была представлена первая модель компании — Zeekr 001, которая является серийной версией концепт-кара Lynk & Co Zero. В декабре 2021 года было объявлено, что компания будет сотрудничать с Waymo.
С января 2022 года компания Zeekr сотрудничает с Mobileye в целях расширения стратегического партнёрства, а с августа 2022 года партнёром компании является CATL. 13 февраля 2023 года выручка компании Zeekr составила 13 млрд долларов США.

### Смысл бренда
Значение названия бренда объяснялось по разному. По-китайски оно записывается двумя иероглифами: кит. упр. 极, пиньинь jí, палл. цзи («высший, максимальный») и кит. упр. 氪, пиньинь kè, палл. кэ (криптон). По одной из версий, исходящих от компании Geely, оно образовано от поколения Z и понятия geek. По заявлению главы европейского отделения Geely Спироса Фотиноса, буква Z означает нулевой выхлоп (zero emission), E — электричество, а криптон символизирует яркое свечение при подведении энергии.

## Модельный ряд
- Zeekr 001 — спортивный электромобиль[14][15][16][17].
- Zeekr 009 — минивэн.
- Zeekr X — кроссовер[18].
- Zeekr 007 — компактный представительский автомобиль.
- Zeekr MIX — минивэн.
- Zeekr 7X — кроссовер.
- Zeekr 9X — внедорожник[19][20].

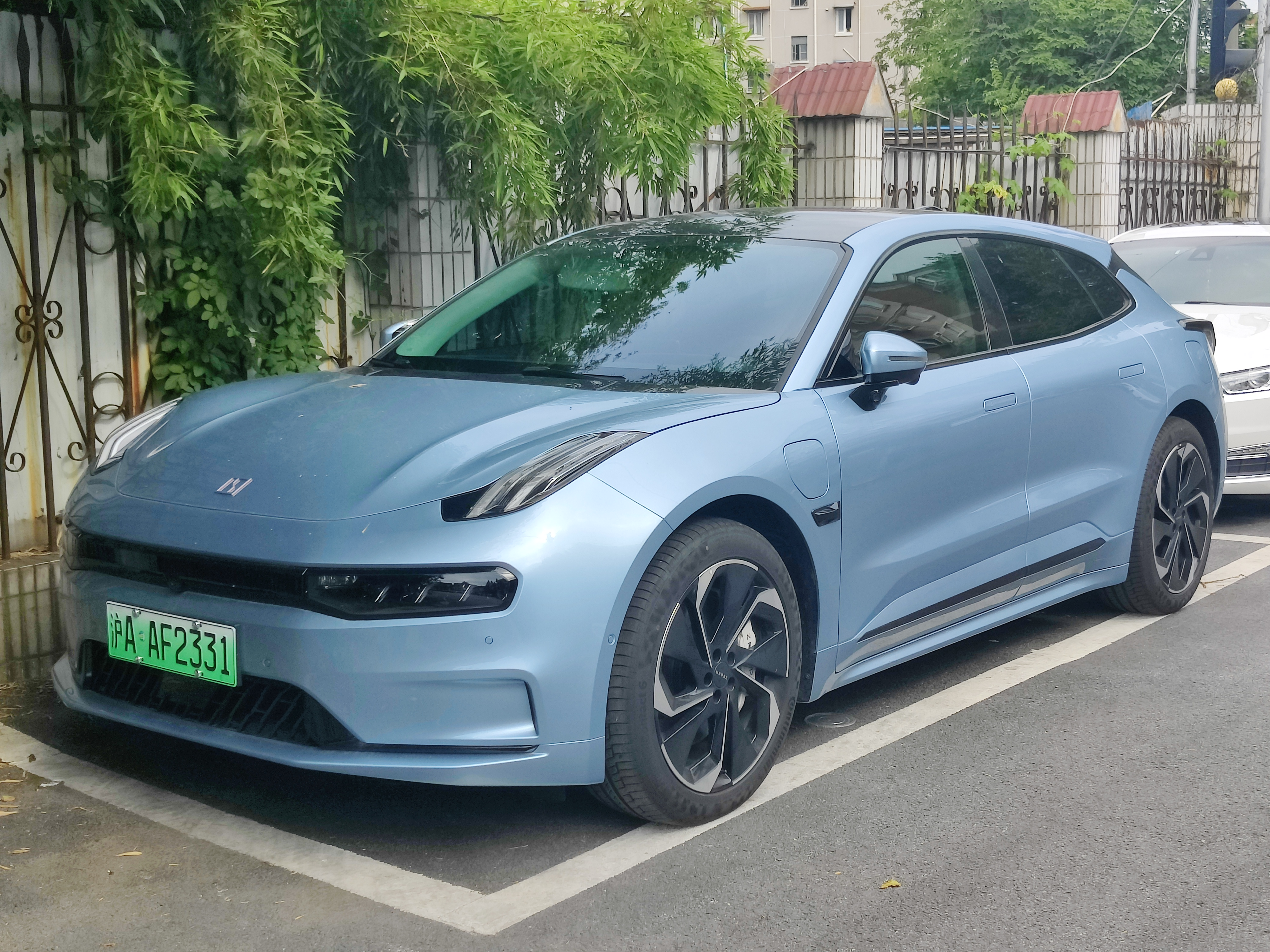
Zeekr 001
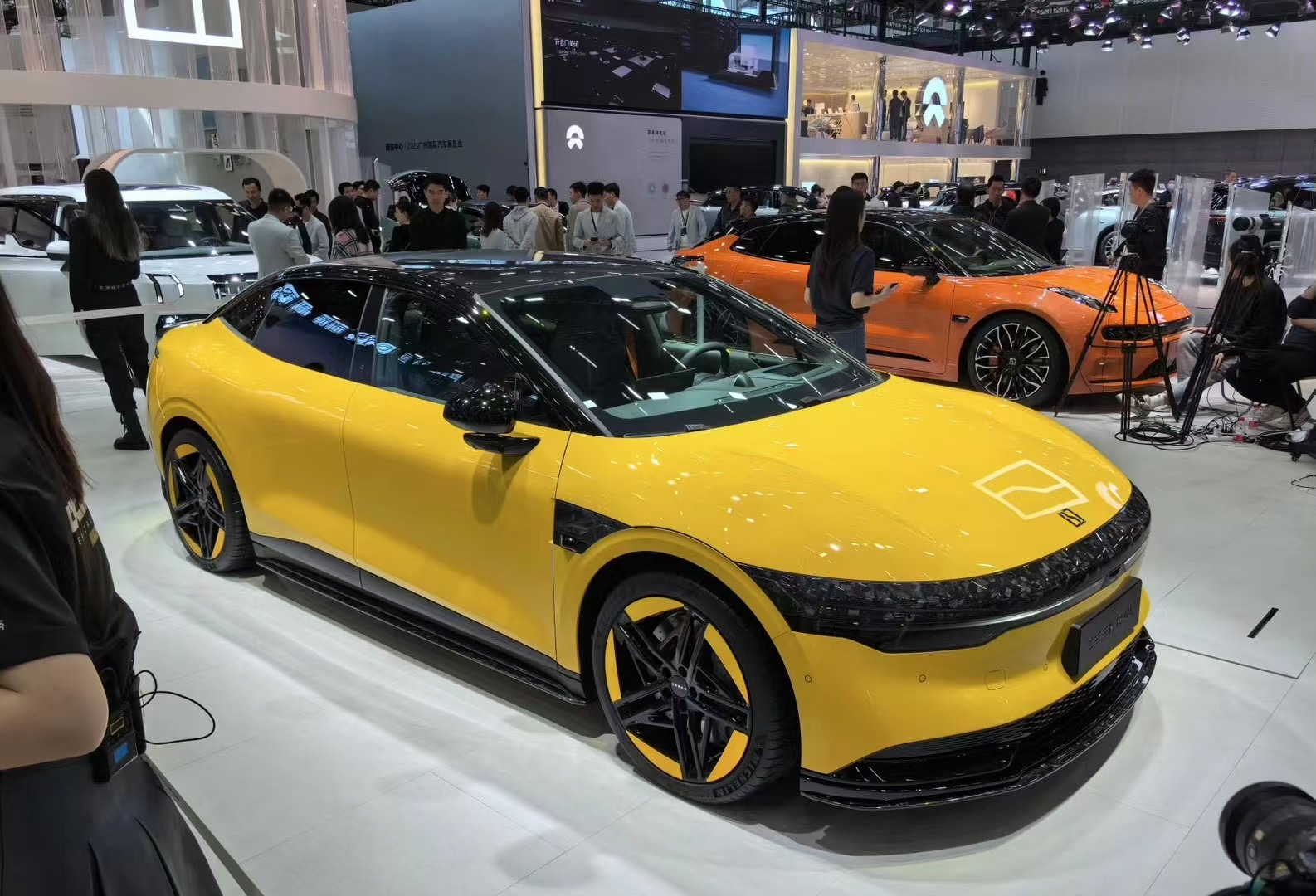
Zeekr 007
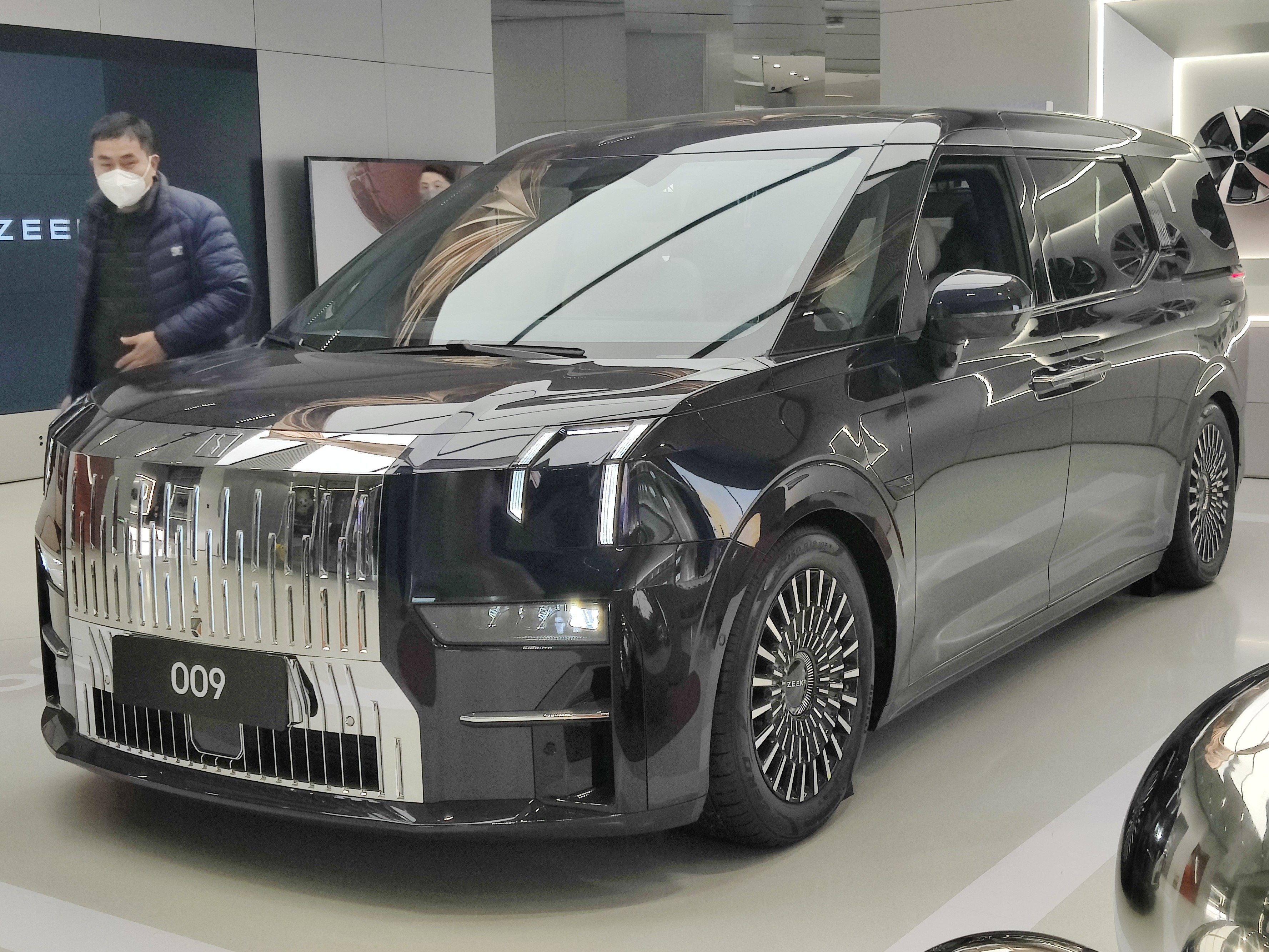
Zeekr 009
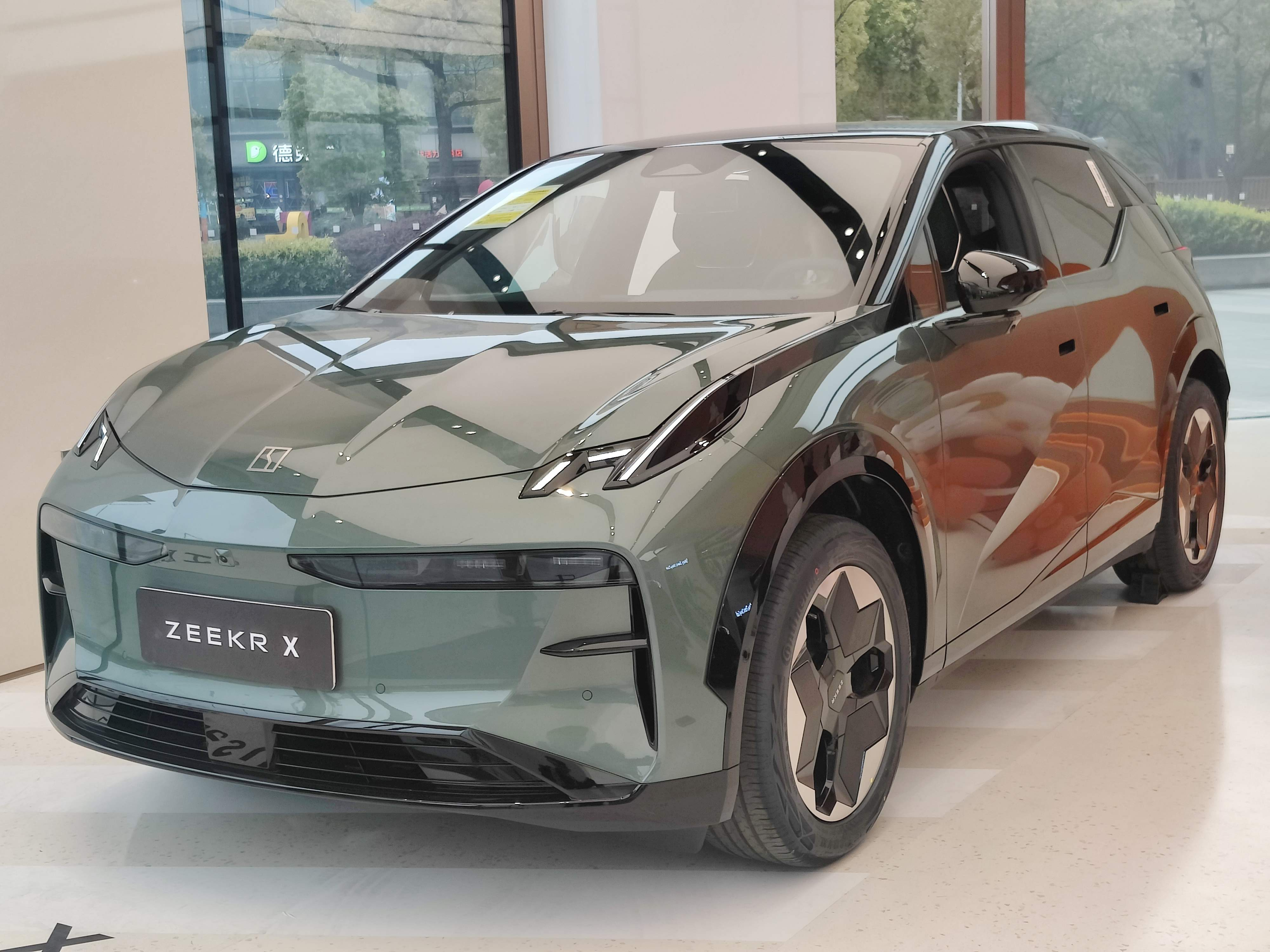
Zeekr X
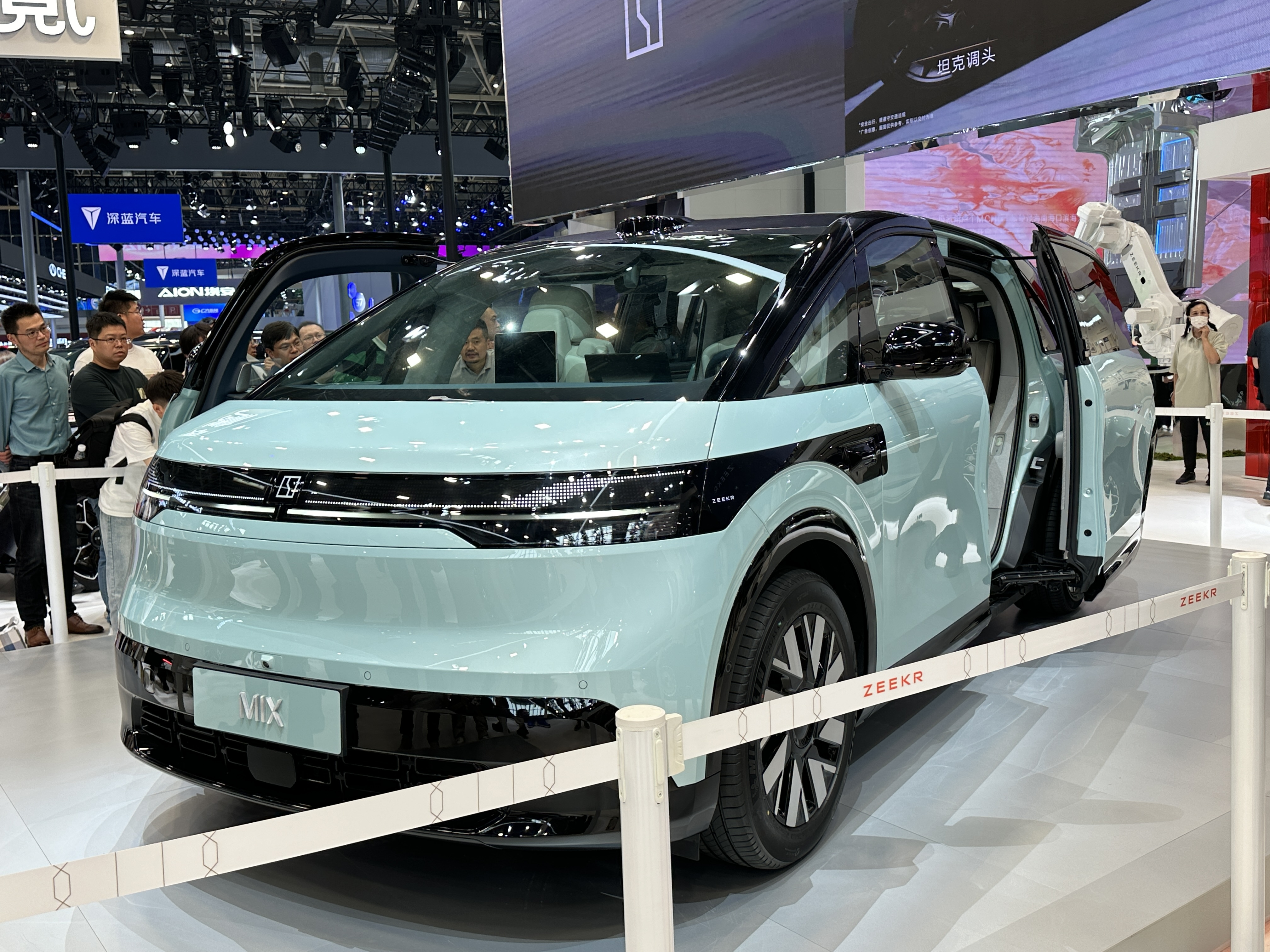
Zeekr MIX
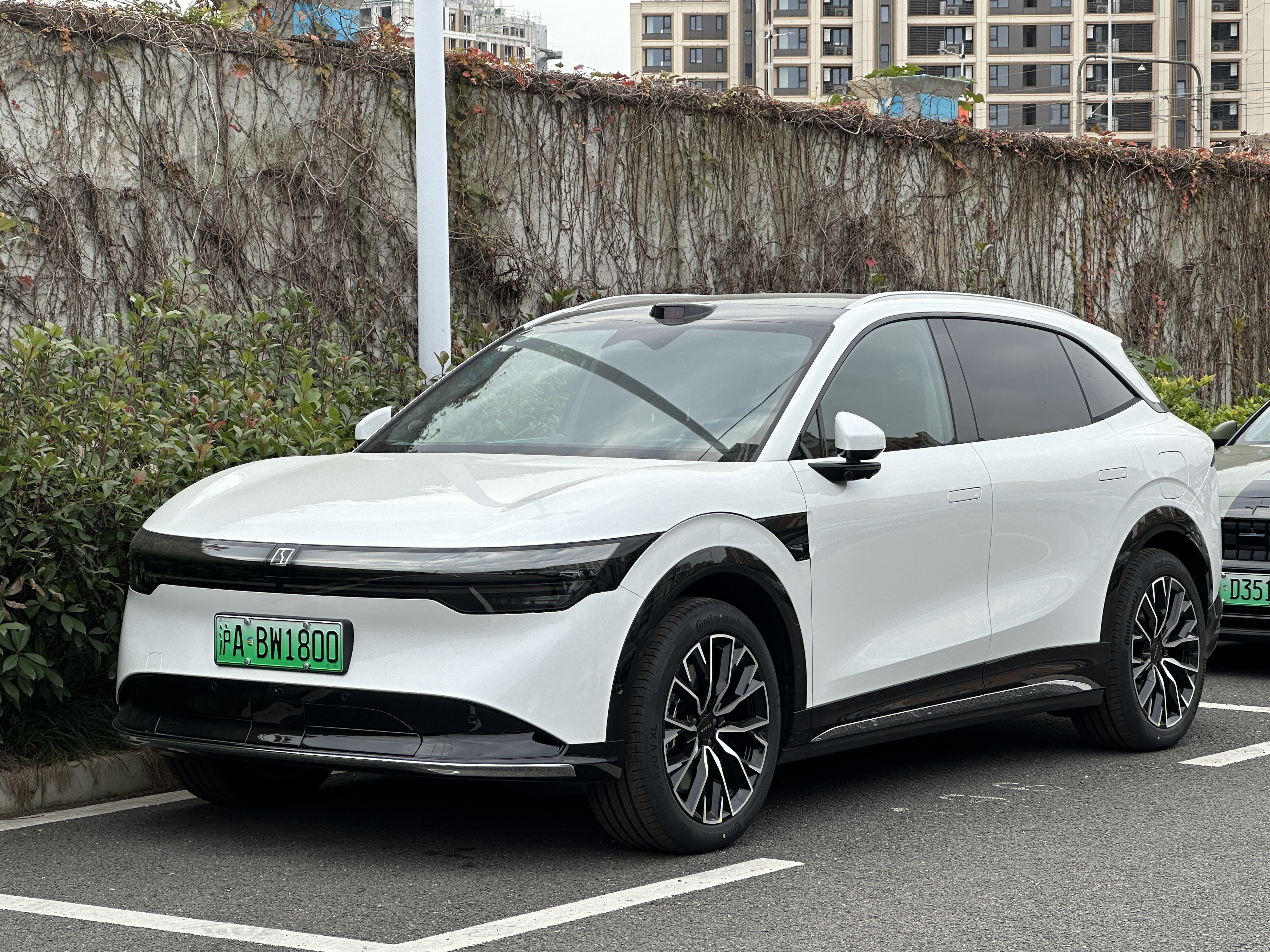
Zeekr 7X
Zeekr 9X

## География продаж
В странах ЕС автомобили марки официально поставляются с момента старта.
С 2023 года автомобили Zeekr продаются в России у неофициальных дилеров. Впоследствии Zeekr был намерен блокировать продажи своих автомобилей в России. 29 апреля 2025 года Zeekr официально вышел на российский рынок, дилером марки стала компания «Рольф».
С конца 2023 года бренд официально представлен в Казахстане. С начала 2024 года в этой центральноазиатской стране компания открыла первый за пределами Китая автосалон Zeekr Gallery формата ZEEKR Space. В то же время купленные у серых дилеров автомобили не принимаются на официальную гарантию.
В марте 2024 года компания Zeekr анонсировала официальный выход на рынок Узбекистана с тремя моделями. К лету 2024 года на рынке появились Zeekr 001, а также Zeekr X и Zeekr 007.

## Показатели продажи
В первый 2021 год компания Zeekr продала 6007 автомобилей в Китае, в 2022 году — 71 941, а в 2023 году — 118 685.